# 線型回路
線型回路または線形回路（せんけいかいろ、英語: linear circuit）は抵抗、キャパシタンス、インダクタンスと電圧源、電流源から構成される電気回路である。
電圧を加えた時に、その大きさに比例した電流が流れる回路素子を線型回路素子、線型素子という。抵抗、キャパシタンス、インダクタンスは線型回路素子である。
線型回路では重ね合わせの原理、相反定理、鳳-テブナンの定理、ノートンの定理などが成り立つ。
線型回路の振る舞いは線型微分方程式で記述でき、フーリエ解析、ラプラス変換などによる解析対象となる。
トランジスタ、ダイオードの大振幅動作は線型ではないので、それらを含む回路は線型回路には当たらない。